# Altus Lacy Quaintance
 (février 2019).
Si vous disposez d'ouvrages ou d'articles de référence ou si vous connaissez des sites web de qualité traitant du thème abordé ici, merci de compléter l'article en donnant les références utiles à sa vérifiabilité et en les liant à la section « Notes et références ».
Altus Lacy Quaintance est un naturaliste américain, né le 19 décembre 1870 à New Sharon (Iowa) et mort le 7 août 1958 à Lake City (Floride).

## Biographie
Il obtient son Bachelor of Sciences au Florida Agricultural College de l’université de Floride en 1893, un Master of Sciences de l’Institut polytechnique de l’Alabama en 1894 et, au même endroit, un Doctorat of Sciences en 1915. De 1894 à 1902, il enseigne la biologie et l’entomologie à l’université de Floride, puis à la station expérimentale agricole de Géorgie puis est entomologiste à l’université du Maryland. En 1903, il est embauché au département d’entomologie du ministère américain de l’agriculture avant d’être rapidement d’avoir la charge du service de recherche sur les insectes nuisibles des arbres fruitiers dans le nouveau bureau de l’entomologie, fonction qu’il conserve jusqu’à son départ à la retraite en 1930.

## Publications
(Liste partielle)
- Avec William Moore Scott Spraying peaches for the control of brown-rot, scab, and curculio (U.S. Dept. of Agriculture, 1911).
- Contributions toward monograph of American Aleurodidae; Red spiders of U.S. (Tetranychus and Stigmaeus) (1900).
- Avec Arthur Challen Baker (1875-1959) Control of aphids injurious to orchard fruits, currant, gooseberry and grape (1920).
- Cotton bollworm (1903-1904).
- Fumigation of apples for San Jose scale (1909).